# Ribenboim-Preis
Der Ribenboim-Preis (Ribenboim Prize) ist ein Preis für Nachwuchsmathematiker in Zahlentheorie, der von der Canadian Number Theory Association verliehen wird. Der Preisträger sollte Kanadier sein oder mit Kanada verbunden und seine Promotion sollte nicht mehr als 12 Jahre zurückliegen. Der Preis ist nach Paulo Ribenboim benannt und wird alle zwei Jahre verliehen.

## Preisträger
- 1999 Andrew Granville
- 2002 Henri Darmon
- 2004 Michael Bennett
- 2006 Vinayak Vatsal
- 2008 Adrian Iovita
- 2010 Valentin Blomer
- 2012 Dragos Ghioca
- 2014 Florian Herzig
- 2016 Jacob Tsimerman
- 2018 Maksym Radziwill
- 2020 Katherine E. Stange[1]
- 2022 Dimitrios Koukoulopoulos[2]
- 2024 Héctor Pastén[3]